# Therese Brandl
Therese Brandl (ur. 1 lutego 1909, zm. 24 stycznia 1948 w Krakowie) – niemiecka nadzorczyni SS (SS-Aufseherin) w nazistowskich obozach koncentracyjnych Ravensbrück, Auschwitz-Birkenau i Dachau.
Urodziła się w Staudach (powiat Traunstein) w Bawarii. Brandl była z zawodu kelnerką. Od 1943 należała do NSDAP. Swoją karierę obozową rozpoczęła w marcu 1940 od przeszkolenia w obozie Ravensbrück, gdzie jej przełożoną była Maria Mandl. Wkrótce została Rapportaufseherin (Rapportführerin), której głównym zadaniem było liczenie kobiet w czasie raportu i rozdzielanie kar.
Szybko awansowała i w marcu 1942 została przeniesiona jako jedna z wielu SS-manek do Auschwitz I, gdzie pracowała jako SS-Aufseherin w Bekleidungskammer i jako SS-Rapportführerin. W październiku 1942 została przeniesiona do nowo utworzonego obozu KZ Auschwitz II – Birkenau. W tym samym miesiącu do obozu przybyła z Ravensbrück Maria Mandel wymieniając się stanowiskiem SS-Oberaufseherin z Johanną Langefeld. W Auschwitz Therese Brandl została wkrótce Erstaufseherin obok Margot Drechsel i Irmy Grese. W trakcie służby w tym obozie dała się poznać z jak najgorszej strony, biorąc udział w selekcjach do komór gazowych i maltretując podległe jej więźniarki. W lecie 1943 została odznaczona przez władze niemieckie krzyżem zasługi wojennej (Kriegsverdienstmedaille).
W listopadzie 1944 trafiła jako dozorczyni, wraz z Marią Mandl, do KZ Mühldorf, jednego z podobozów Dachau, gdzie została zdegradowana do funkcji SS-Aufseherin. Przyczyny degradacji oraz jej czyny w tym obozie są mało znane. 27 kwietnia 1945 na kilka tygodni przed przybyciem Amerykanów Brandl uciekła z obozu. 29 sierpnia 1945 została przez nich aresztowana w Bergen w Bawarii i trafiła do obozu internowania na przesłuchanie, następnie została przekazana władzom polskim.
W listopadzie 1947 stanęła w Krakowie razem z Marią Mandl, Alice Orlowski, Luise Danz i Hildegard Lächert przed Najwyższym Trybunałem Narodowym, będąc jedną z oskarżonych w pierwszym procesie oświęcimskim. W tym czasie przebywała w jednej celi z Marią Mandel. W sąsiedniej celi przebywała ich dawna ofiara z KZ Auschwitz Stanisława Rachwałowa (nr obozowy 26281), którą aresztowano w związku z powojenną działalnością opozycyjną. Ofiara i jej dawne oprawczynie użytkowały wspólną łazienkę. 22 grudnia 1947 Brandl została uznana za winną przeprowadzania selekcji oraz nieludzkiego traktowania więźniarek i skazana na karę śmierci. 24 stycznia 1948 została powieszona razem z Marią Mandel i 19 skazanymi mężczyznami. Została stracona w ostatniej grupie skazanych i powieszona z Paulem Götze, Paulem Szczurkiem, Josefem Kollmerem, Herbertem Ludwigiem i Hansem Schumacherem. O godzinie 9.08 lekarz więzienny stwierdził zgon wszystkich powieszonych. 21 ciał wszystkich straconych przekazano jako materiał poglądowy Instytutowi Anatomii Uniwersytetu w Krakowie.